# Benjaminia horstmanni
Benjaminia horstmanni är en stekelart som beskrevs av David B. Wahl 1989. Benjaminia horstmanni ingår i släktet Benjaminia och familjen brokparasitsteklar. Inga underarter finns listade.